# Le Brévedent
Le Brévedent är en kommun i departementet Calvados i regionen Normandie i norra Frankrike. Kommunen ligger i kantonen Blangy-le-Château som ligger i arrondissementet Lisieux. År 2022 hade Le Brévedent 203 invånare.

## Befolkningsutveckling
Antalet invånare i kommunen Le Brévedent
Referens: INSEE